# 沃达布勒
沃达布勒（法語：Vodable，法語發音：[vɔdabl]）是法国多姆山省的一个市镇，属于伊苏瓦尔区。

## 地理
沃达布勒（45°30'28"N, 3°8'48"E）面积11.68 平方千米，位于法国奥弗涅-罗讷-阿尔卑斯大区多姆山省，该省份为法国中南部省份，北起阿列省接壤，东临卢瓦尔省，南至上盧瓦爾省和康塔爾省，西接科雷兹省和克勒兹省。
与沃达布勒接壤的市镇（或旧市镇、城区）包括：索利尼亚、昂图万、沙萨涅、多扎叙沃达布勒、马勒若勒、泰尔南莱索、图尔泽勒-龙济耶尔。

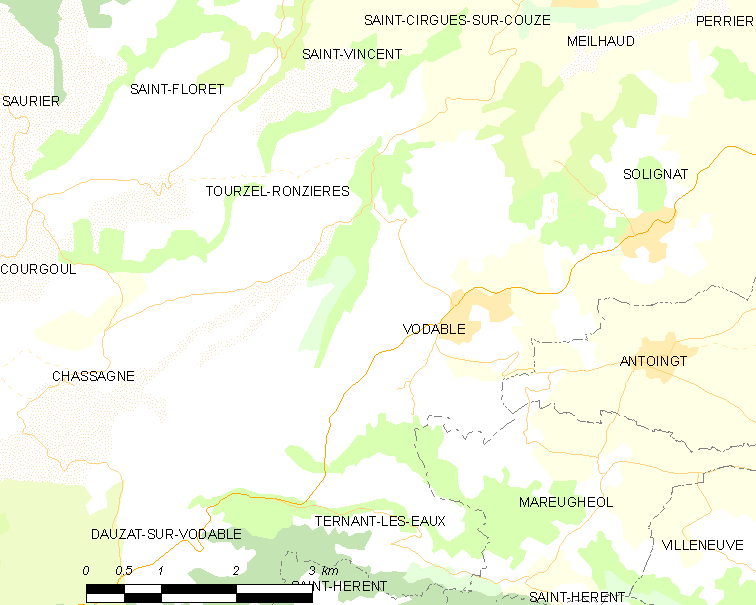
沃达布勒的OSM定位图

沃达布勒的时区为UTC+01:00、UTC+02:00（夏令时）。

## 行政
沃达布勒的邮政编码为63500，INSEE市镇编码为63466。

## 政治
沃达布勒所属的省级选区为勒桑西县。

## 人口

1962-2008年间沃达布勒人口变化图示

沃达布勒于2022年1月1日时的人口数量为188人。